# Ловат
Ловат (блр. Ловаць; рус. Ловать) белоруско—руска је река и притока језера Иљмењ преко којег је повезана са реком Волхов. Део је басена реке Неве и Балтичког мора. Протиче преко територија Витепске области Белорусије и Псковске и Новгородске области Русије.
Укупна дужина водотока је 530 km, а површина сливног подручја 21.900 km². Просечан проток у зони ушћа је 169 m³/s. Максималан проток је у рано пролеће, у другој половини марта када њеним коритом прође више од половине укупне годишње суме. Типична је равничарска река спорог тока и ниских замочварених обала. Пловна је на дужини од 70 km узводно од ушћа.
Река Ловат свој ток започиње у мочварном подручју Чистик на североистоку Гарадочког рејона Белорусије. У Иљмењ се улива у виду простране делте површине око 400 km² (заједно са реком Полом). Њене најважније притоке су Насва, Локња, Редја и Полист са леве и Куња са десне стране.
У горњем делу тока кроз Белорусију протиче преко територија благо заталасаног Гарадочког побрђа и у том делу тока протиче кроз неколико мањих језера. Ширина реке је до 10 до 15 метара. У средњем делу тока обала је нешто издигнутија, а у кориту се појављују бројни брзаци и стене. У том делу тока ширина реке је између 50 и 60 метара, а после ушћа Куње и преко 100 метара. У доњем делу тока тече преко Прииљмењске низије. На око 22 km узводно од ушћа спаја се са реком Полом са којом гради пространу делту.
На њеним обалама су градови Великије Луки и Холм и варошица Парфино.